# 홋카이도 여객철도
홋카이도 여객철도 주식회사(일본어: 北海道旅客鉄道株式会社 홋카이도료카쿠테쓰도카부시키가이샤[*])은 일본의 철도 운영 기업이다. 1987년 4월 1일 일본국유철도에서 분리되어 일본국유철도의 홋카이도 지역 철도 노선 21개 (3,176.6 km)와 철도 연락선(세이칸 연락선) 항로 113.0 km 및 버스 사업을 계승하였다. 약칭은 JR 홋카이도(일본어: JR北海道)이며, 통칭 여객철도 주식회사 및 일본화물철도 주식회사에 관한 법률 (JR 회사법)에 의한 특수 회사이다.
사명의 '鉄' 자는 양쪽으로 나눌 경우의 '돈을 잃는다'(金を失う) 라는 의미를 피하기 위해, 로고에서는 '鉃'라는 글자를 대신 사용하고 있다. 하지만, 정식 상호에는 鉄로 되어 있다. (이는 시코쿠 여객철도 이외의 다른 계열사들도 마찬가지이다.)

## 현황
다른 JR 여객 회사와 비교했을 때 시코쿠 여객철도(이하 JR시코쿠)와 큐슈 여객철도(이하 JR큐슈)처럼, 한산한 지역을 운행하는 로컬 노선이 대부분을 차지하며 전 노선이 다설 지대, 한랭 지역의 특성상, 제설이나 차량 및 시설 등의 유지에 막대한 투자 비용이 들어 경영 기반이 매우 열악하다. 또 한산한 지역을 연결하는 노선을 중심으로 경영하기 때문에 기존 노선의 고속화나 자동열차보안장치 설치와 같은 막대한 투자비가 드는 사업을 진행하지 않는다. 이러한 열악한 환경 때문에 경영지원책으로서 경영안정기금이 조성되어 있으며 일본 당국으로부터 고정 자산세 감면 혜택을 받고 있다.
시코쿠 여객철도와 같이 전 지분이 일본 철도건설·운수시설정비지원기구 국철청산사업본부의 소유이기 때문에 지금까지 주식 상장이 되어 있지 않다. JR 분리 이후 2014년 5월 12일 기준으로, 철도 노선은 특정지방교통선 등의 정비에 의해 8개 노선 (764.0 km)이 폐지되고 2개 노선 (90.4 km)이 개업하였으며 신선 건설에 의해 총 연장이 3.2km 감소하여 현재 철도 노선 14개 (2,499.8 km)을 보유하고 있고, 그 중 간선 철도가 5개 (1,327.9km)이다.
연락선 항로는 쓰가루 해협선의 개통에 따라 1988년 폐지되었으며 자동차 사업은 2000년 4월 1일 자회사인 JR 홋카이도 버스에 양도하였다. 2004년 12월에는 홋카이도 신칸센의 건설이 결정되었으며 듀얼 모드 차량의 개발에 나서는 등 적극적인 경영 개선에 나서고 있다.
사업적인 측면에서 동일본 여객철도(이하 JR동일본)와의 제휴가 많은 편으로서 2016년 3월 26일에 홋카이도 신칸센이 부분 개업되면서 도호쿠 신칸센과 상호 직결 운행이 개시되었다.

### 유지 곤란 노선의 공표
2016년 11월 16일 사장 시마다 오사무(島田修)가 기자 회견을 열고, 이 시점에서 영업하고 있는 2,500 km 남짓의 절반에 해당하는 1,236 km 대해 JR 홋카이도 혼자 유지하는 것이 어렵다고 발표하였으며, 이를 버스로의 전환 및 운영에 있어서 해당 지자체의 재정 지원이 필요하다고 밝혔다.
유지 곤란 노선은 다음과 같다.
1. 운송밀도가 200인 미만으로 철도운수사업이 곤란하다는 경우(즉 폐선.) 및 이미 폐선 절차에 들어간 노선.
- 삿쇼선 홋카이도 의료대학 ~ 신토쓰카와 (홋카이도 의료대학역은 존치.)
- 네무로 본선 후라노역 ~ 신토쿠역 (2016년부터 일부 구간이 홍수재해로 인해 운행이 중단된 이후 2024년 폐지 예정. 후라노역 및 신토쿠역은 존치.)
- 루모이 본선 전선. (2023년 루모이 ~ 이시카리누마타 구간 폐지. 2026년 이시카리누마타 ~ 후카가와 구간 폐지 예정. 후카가와역은 존치.)
- 히다카 본선 무카와역 - 사마니역 (2015년부터 일부 구간이 홍수재해로 인해 운행이 중단된 이후 2021년 폐지.)
- 세키쇼선 신유바리역 - 유바리역 (2019년경 폐지, 신유바리역은 존치.)

2. 운송밀도가 2000인 미만으로 지방자치단체의 지원이 필요한 경우
- 소야 본선 나요로역 - 왓카나이역
- 네무로 본선 구시로역 - 네무로역
- 무로란 본선 누마노하타역 - 이와미자와역
- 히다카 본선 도마코마이역 - 무카와역
- 센모 본선 전선
- 세키호쿠 본선 전선
- 후라노선 전선

반면, 노선 유지는 하나 노선관리를 홋카이도고속철도개발관 관련하여 노선관리를 하는 쪽은, 네무로 본선 오비히로역 - 구시로역, 소야 본선 아사히카와역 - 나요로역이다. 나머지 노선 및 홋카이도 신칸센의 경우, 홋카이도 여객철도가 독자적으로 관리가 가능하거나, 병행재래선 분리에 의해 제3섹터에 이관될 예정이다.(이는 하코다테 본선의 하코다테역 - 오타루역 구간이다.)

## 본사·지사
- 본사
  - 철도 사업 본부

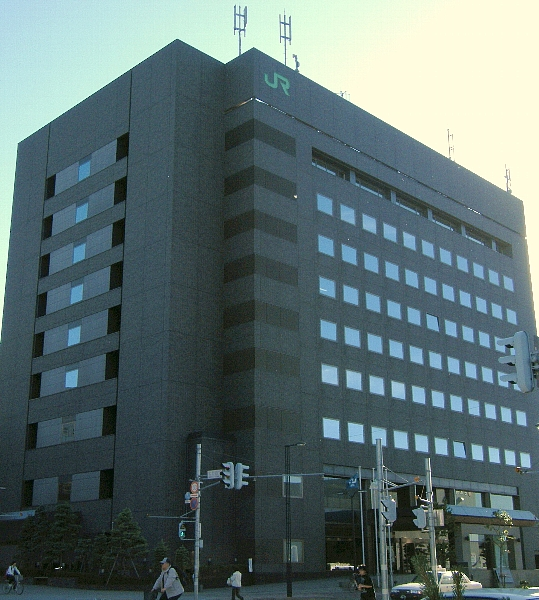
삿포로 시 주오 구에 있는 홋카이도 여객철도 본사.

    - 소재지: 홋카이도 삿포로시 주오구 키타 11죠 니시 15가 1-1
- 지사
  - 구시로 지사
    - 소재지: 홋카이도 구시로시 기타오도리 14초메 5번지

  - 아사히카와 지사
    - 소재지: 홋카이도 아사히카와시 미야시타도리 6초메 4152번지 2

  - 하코다테 지사
    - 소재지: 홋카이도 하코다테시 와카마츠쵸 12번 5호

## 역사
- 1987년
  - 4월 1일 - 일본국유철도가 분할 민영화되어 홋카이도 여객철도 주식회사(이하 JR 홋카이도) 발족.
- 1988년
  - 2월 1일 - 마쓰마에 선 폐지.
  - 3월 13일 - 쓰가루 해협선 개업. 침대 특급 호쿠토세이(北斗星), 급행 하마나스(はまなす), 특급 하츠카리(はつかり) 쾌속 카이쿄(海峡)을 운전 개시.
  - 4월 25일 - 우타시나이 선 폐지.
- 1989년
  - 4월 30일 - 시베쓰 선 폐지.
  - 5월 1일 - 나요로 본선, 덴포쿠 선 폐지. 특급 텐포쿠 폐지.
  - 6월 4일 - 치호쿠 선 폐지.(홋카이도 치호쿠고원 철도로 이관.)
  - 7월 21일 - 침대 특급 '트와일 라잇 익스프레스' 운전 개시.
- 1994년
  - 5월 16일 - 하코다테 본선 일부 구간 폐지. (스나가와역~카미스나가와 역, 카미스나가와 지선)
- 1995년
  - 9월 4일 - 신메이 선 폐지.
  - 12월 4일 - 본사를 삿포로역에서 소엔역의 새 본사 빌딩에 이전.
- 1998년
  - 11월 21일 - 자동 개찰기 도입.
- 1999년
  - 7월 16일 - 침대 특급 '카시오페아' 운전 개시.
- 2000년
  - 4월 1일 - 버스 사업을 제이알 홋카이도 버스에 양도.
- 2003년
  - 3월 6일: 삿포로 역 남쪽 출구 역 빌딩 「JR 타워」개업.
- 2008년
  - 10월 25일 - 삿포로권에 IC 카드 승차권 Kitaca를 발표.
- 2009년
  - 3월 14일 - Kitaca와 JR 동일본의 IC 카드 승차권인 Suica과의 상호 이용 시작.
- 2011년
  - 6월 18일 - 국토교통성으로부터 사업 개선 명령을 받음.
- 2013년
  - 3월 23일 - 교통계 IC 카드 전국 상호 이용이 개시되어 Kitaca가 ICOCA나 PASMO 등과도 상호 이용 가능해짐.
- 2014년
  - 5월 12일 - 에사시 선 일부 구간 (기코나이역 ~ 에사시역 사이) 폐지.
- 2015년
  - 3월 13일 - 침대 특급 '트와일 라잇 익스프레스' 폐지.
- 2016년
  - 3월 26일 - 홋카이도 신칸센 개업. 에사시 선을 도난 이사리비 철도에게 이관. 쓰가루 해협선 폐지.
  - 11월 16일 - 사장 시마다 오사무가 여당 국회의원과 회견하고, JR 홋카이도 단독으로는 유지가 어려운 노선·구간을 공표.
  - 12월 5일 - 루모이 본선의 일부 구간 (루모이역 - 마시케역 사이) 폐지.
- 2018년
  - 9월 6일 - 홋카이도 이부리 동부 지진으로 인한 여파로 운행중지
- 2019년
  - 9월 27일 - 지진으로 인한 최종 복구로 전선 운행 재개.
  - 4월 1일 - 세키쇼 선 유바리 선 신유바리역 - 유바리역 폐지.

## 노선

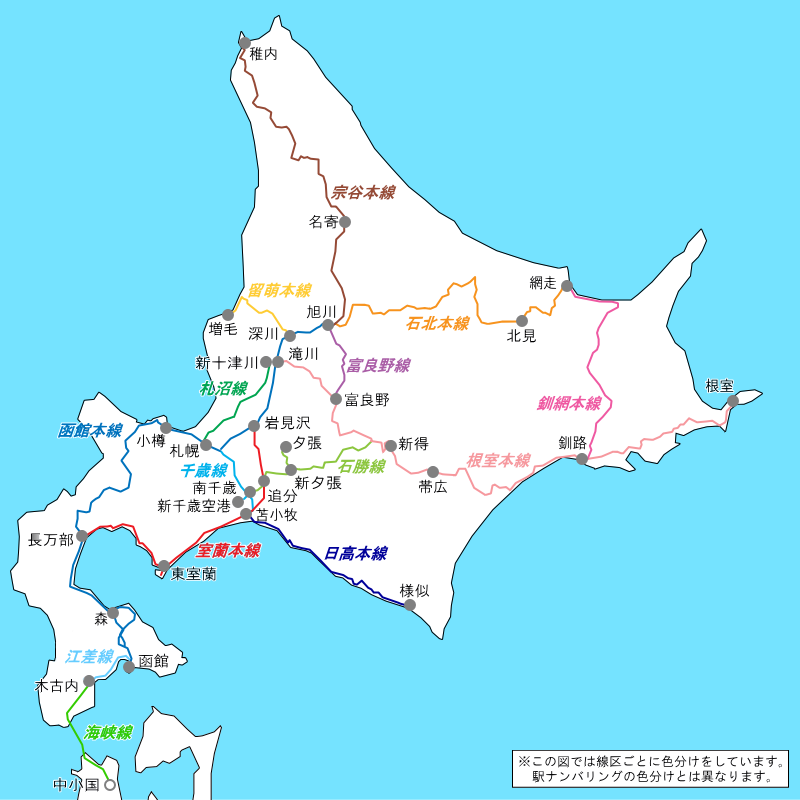
2014년 5월 12일 기준 보유 노선

### 기존선

#### 간선 노선
- 네무로 본선
- 무로란 본선
- 세키쇼 선
- 지토세 선
- 하코다테 본선

#### 준간선 노선
- 가쿠엔토시 선
- 세키호쿠 본선
- 소야 본선
- 센모 본선

#### 지선 노선
- 가이쿄 선
- 루모이 본선
- 후라노 선
- 히다카 본선

### 신칸센
- 홋카이도 신칸센

## 역 번호

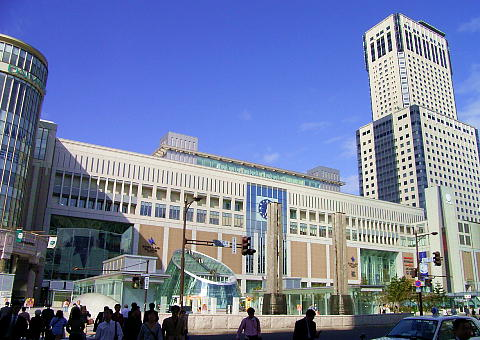
삿포로 시 삿포로 역 남쪽 출입구.

홋카이도 여객철도의 주요 노선의 역들에는 역 번호가 붙어 있는데, 삿포로역의 번호를 01로 놓고 삿포로 역에서 출발했을 때 몇 개째의 역이냐에 따라서 번호가 부여된다. 앞의 알파벳은 해당 역이 있는 노선의 기착지를 기준으로 붙여진다. 삿포로 ~ 아바시리 간은 Abashiri의 A, 세키쇼 선 경유 삿포로 ~ 구시로 간은 Kushiro의 K, 지토세 선·무로란 본선 경유 삿포로 ~ 하코다테 간은 Hakodate의 H, 하코다테 본선 경유 삿포로 ~ 오샤만베 간은 Oshamambe의 S, 센모 본선 구간은 Abashiri의 B, 다키가와 ~ 신토쿠 간은 Takigawa의 T, 후라노 선 구간은 Furano의 F, 소야 본선 구간은 Wakkanai의 W, 삿쇼 선은 하치켄 ~ 홋카이도이료다이가쿠 구간에 한하여 Gakuentoshi의 G이다. 나머지 구간은 역 번호가 없다.
센모 본선은 구시로 역을 거쳐서, 후라노 선은 아사히카와 역을 거쳐서 센다.

## 열차 종류

### 신칸센
- 하야부사 (도쿄 - 신하코다테호쿠토)
- 하야테 (모리오카  ·  신 아오모리 - 신하코다테호쿠토)

### 특급열차
- 소야  ·  사로베쓰 (삿포로  ·  아사히카와 - 왓카나이)
- 오호츠크  ·  다이세쓰 (삿포로  ·  아사히카와 - 기타미, 아바시리)
- 카무이  ·  라일락 (삿포로 - 아사히카와 방면)
- 오조라 (삿포로 - 구시로)
- 도카치 (삿포로 - 오비히로)
- 슈퍼 호쿠토 (삿포로 - 하코다테)
- 스즈란 (삿포로 - 무로란)

### 쾌속열차
- 쾌속 에어포트 (신치토세 공항 - 삿포로  ·  오타루 방면)
- 쾌속 니세코라이너 (삿포로 - 굿찬, 니세코, 란코시)
- 구간쾌속 이시카리라이너 (오타루 - 삿포로 - 이와미자와)
- 쾌속 하코다테 라이너 (하코다테역 - 신하코다테호쿠토역)
- 특별쾌속 키타미 (아사히카와 - 기타미)
- 쾌속 나요로 (아사히카와 - 나요로)

## 차량

### 신칸센
- H5계

### 동차

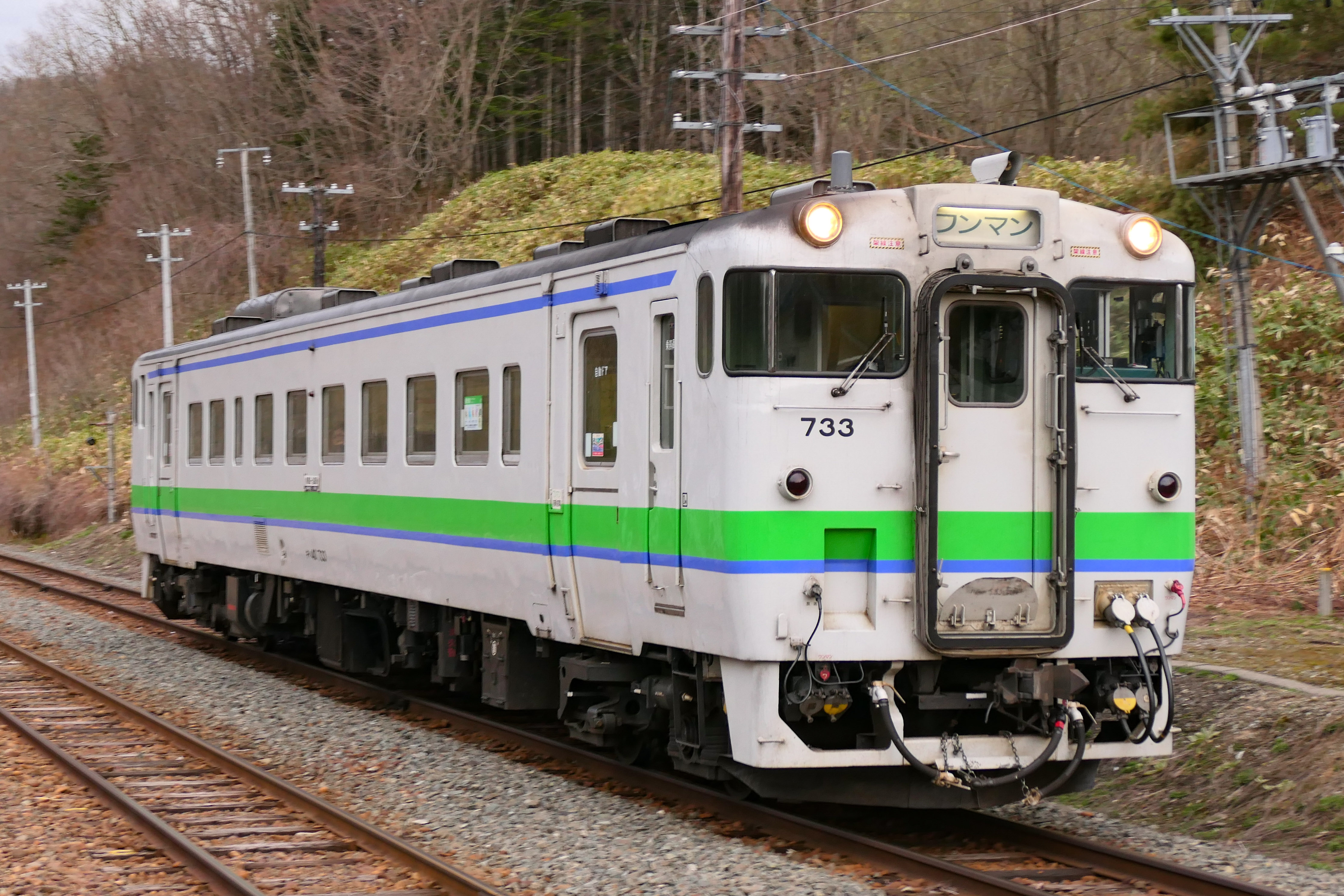
키하40계
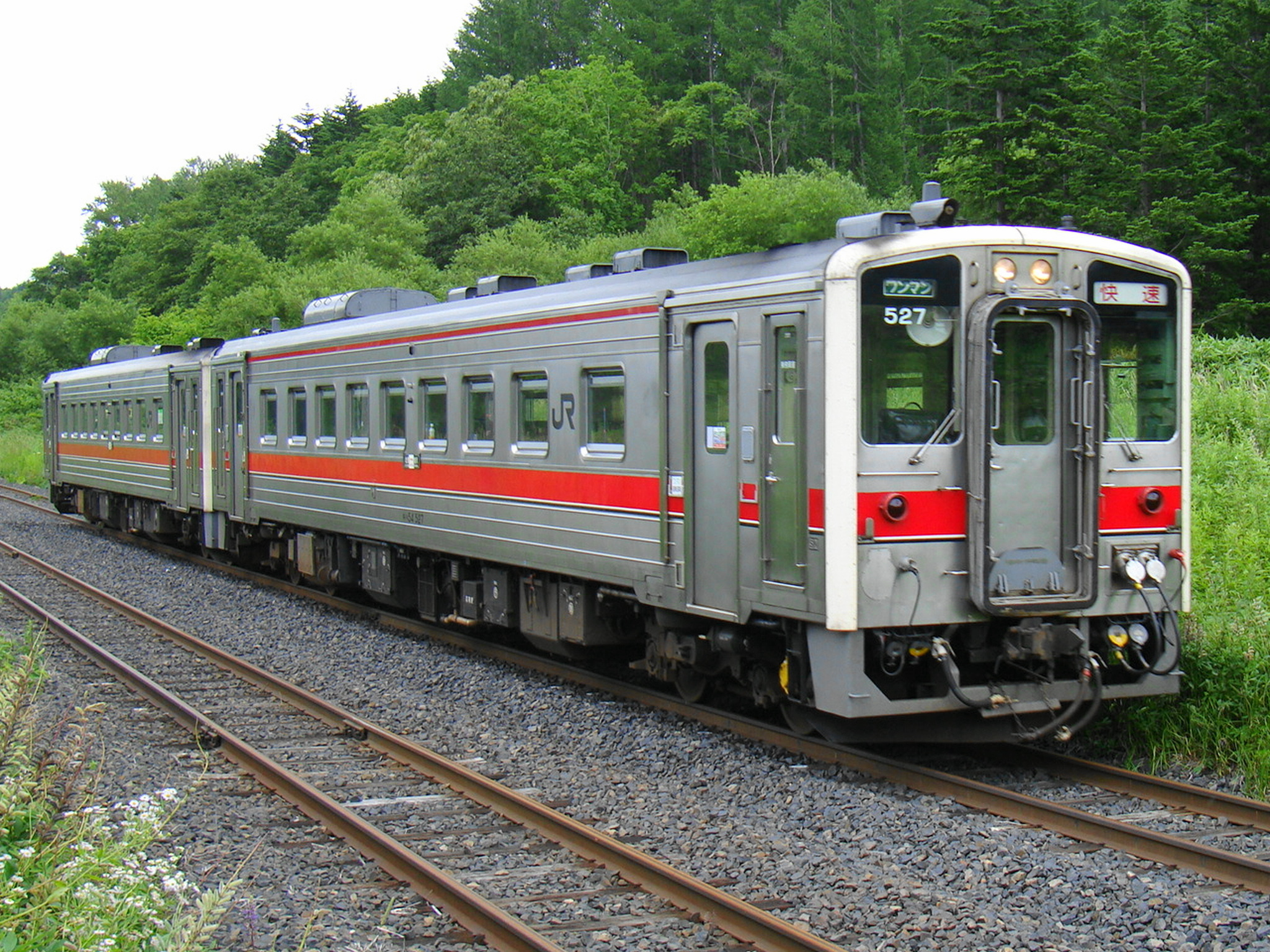
키하54계
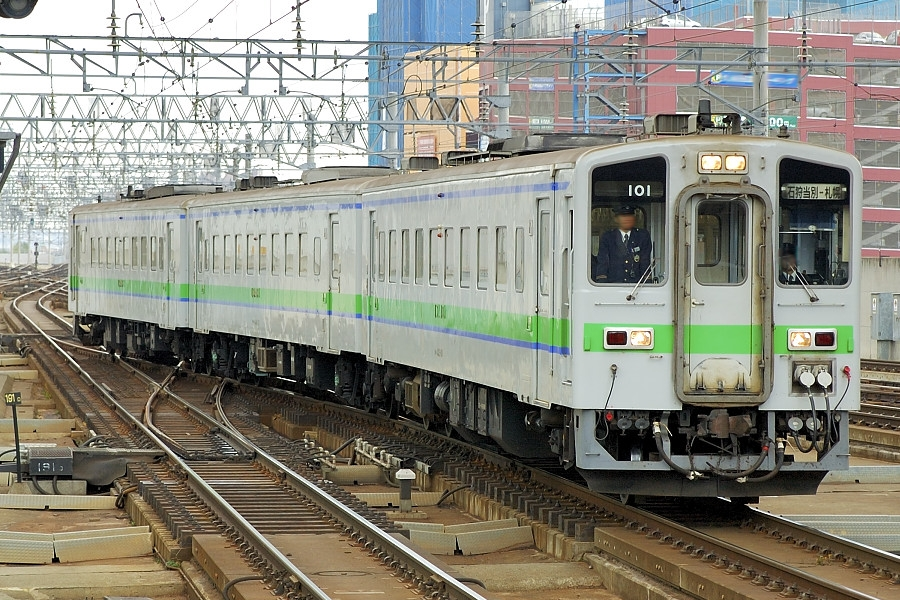
키하141계
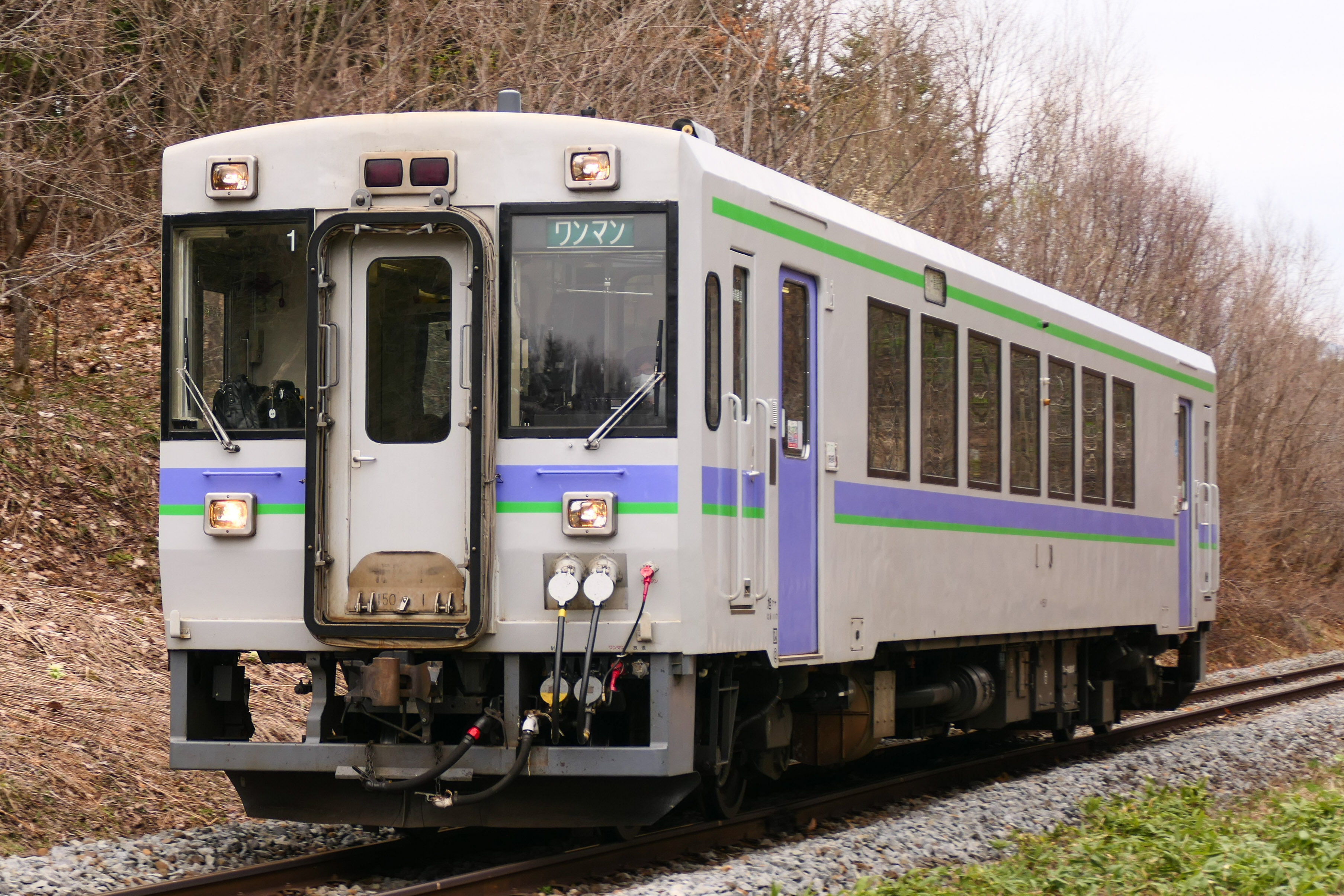
키하150계
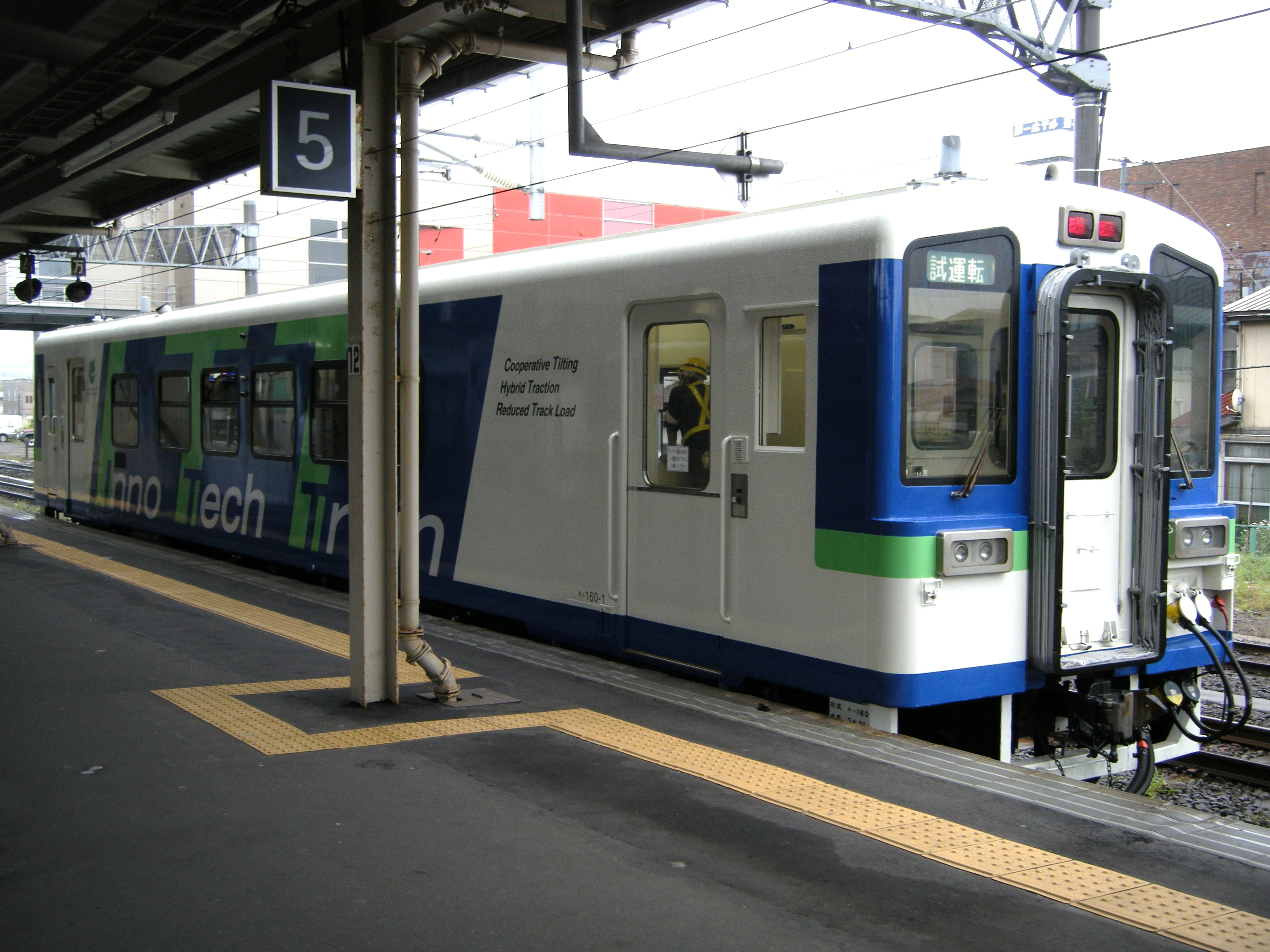
키하160계
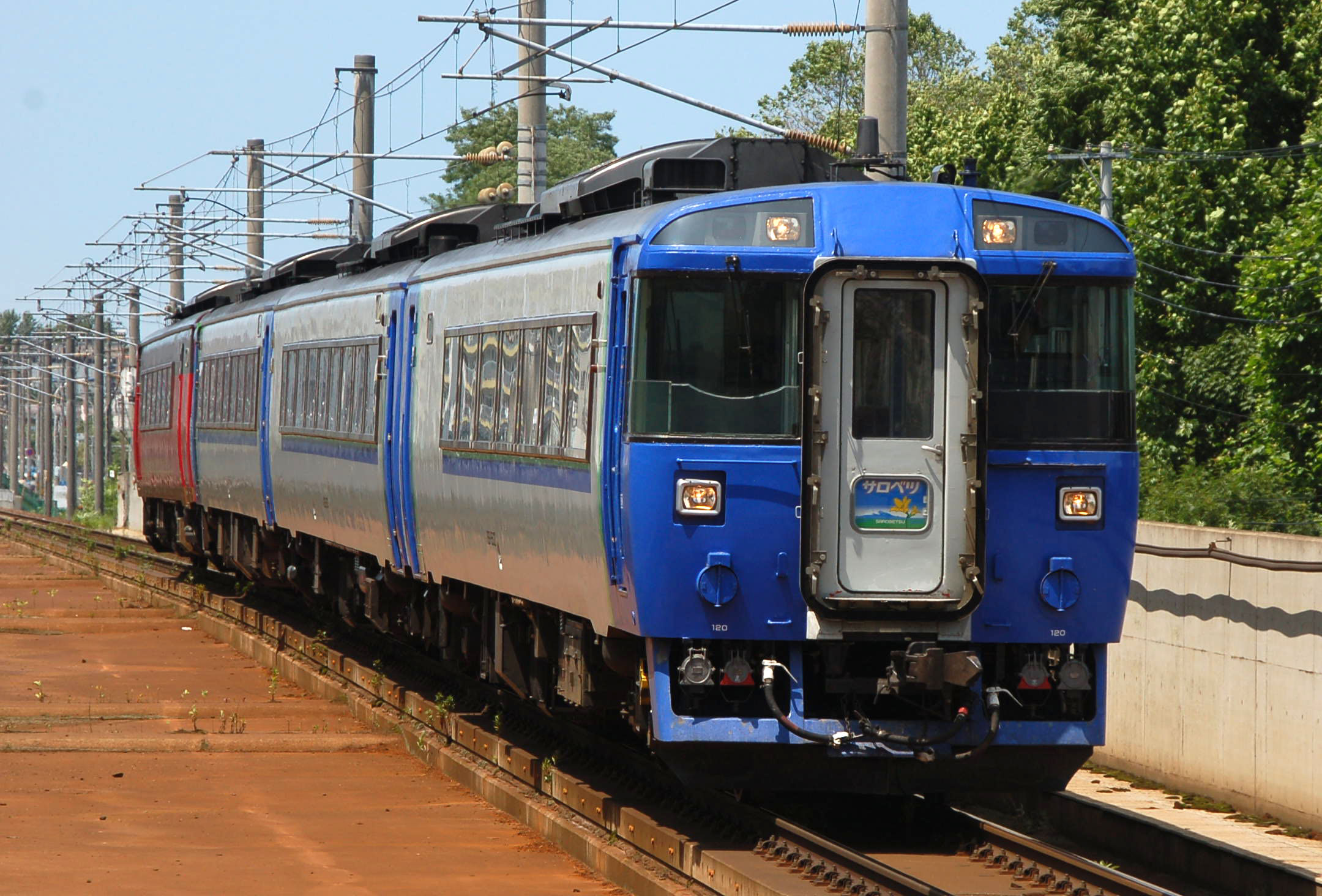
키하183계
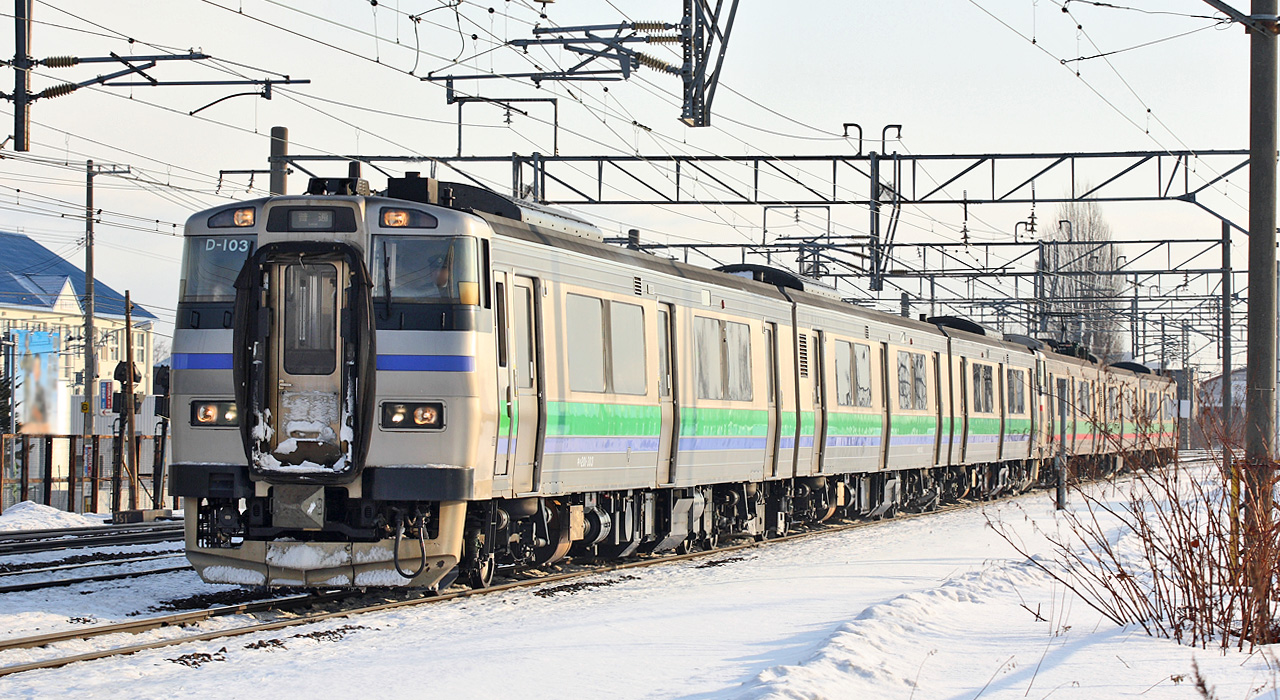
키하201계
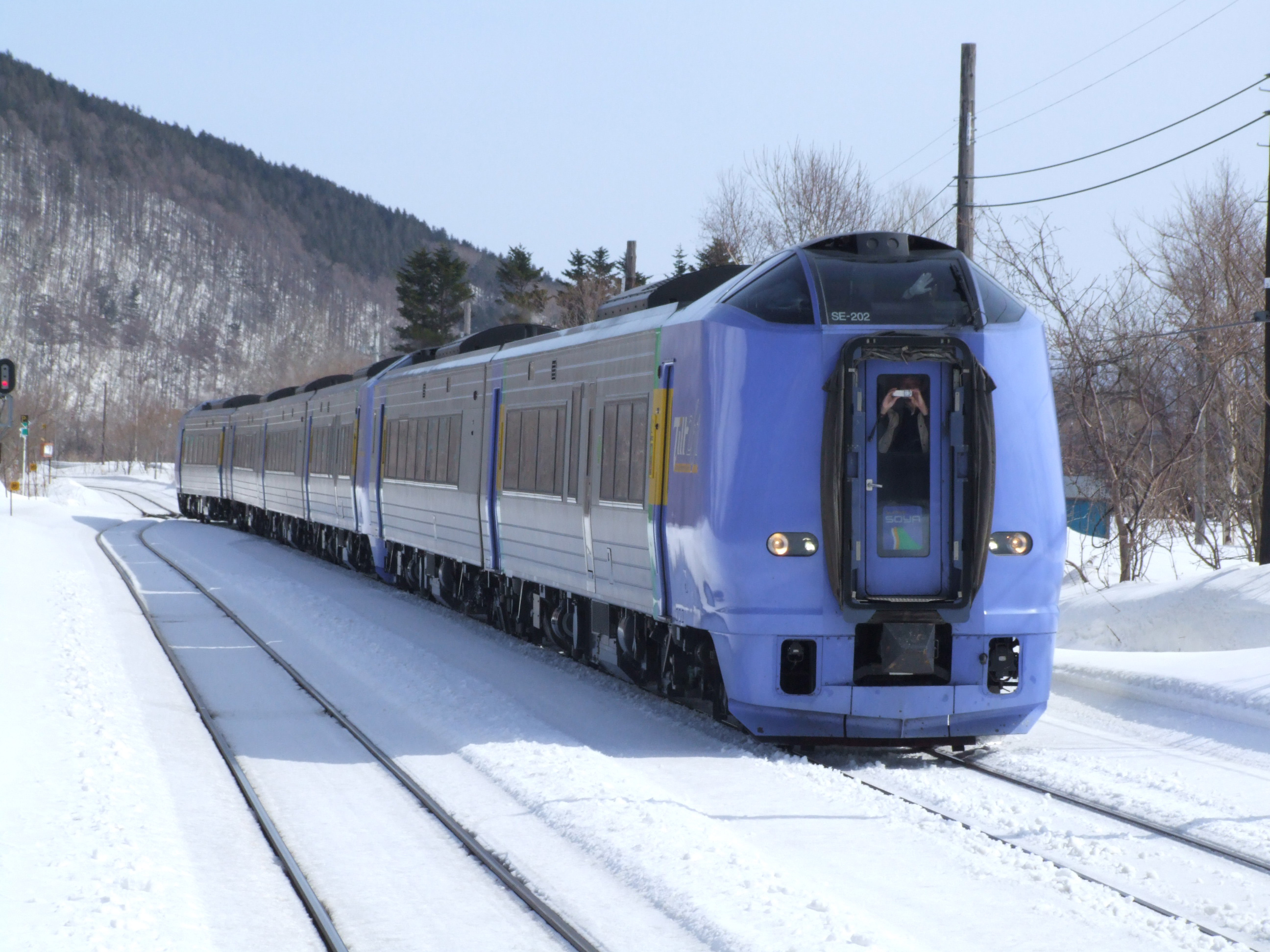
키하261계
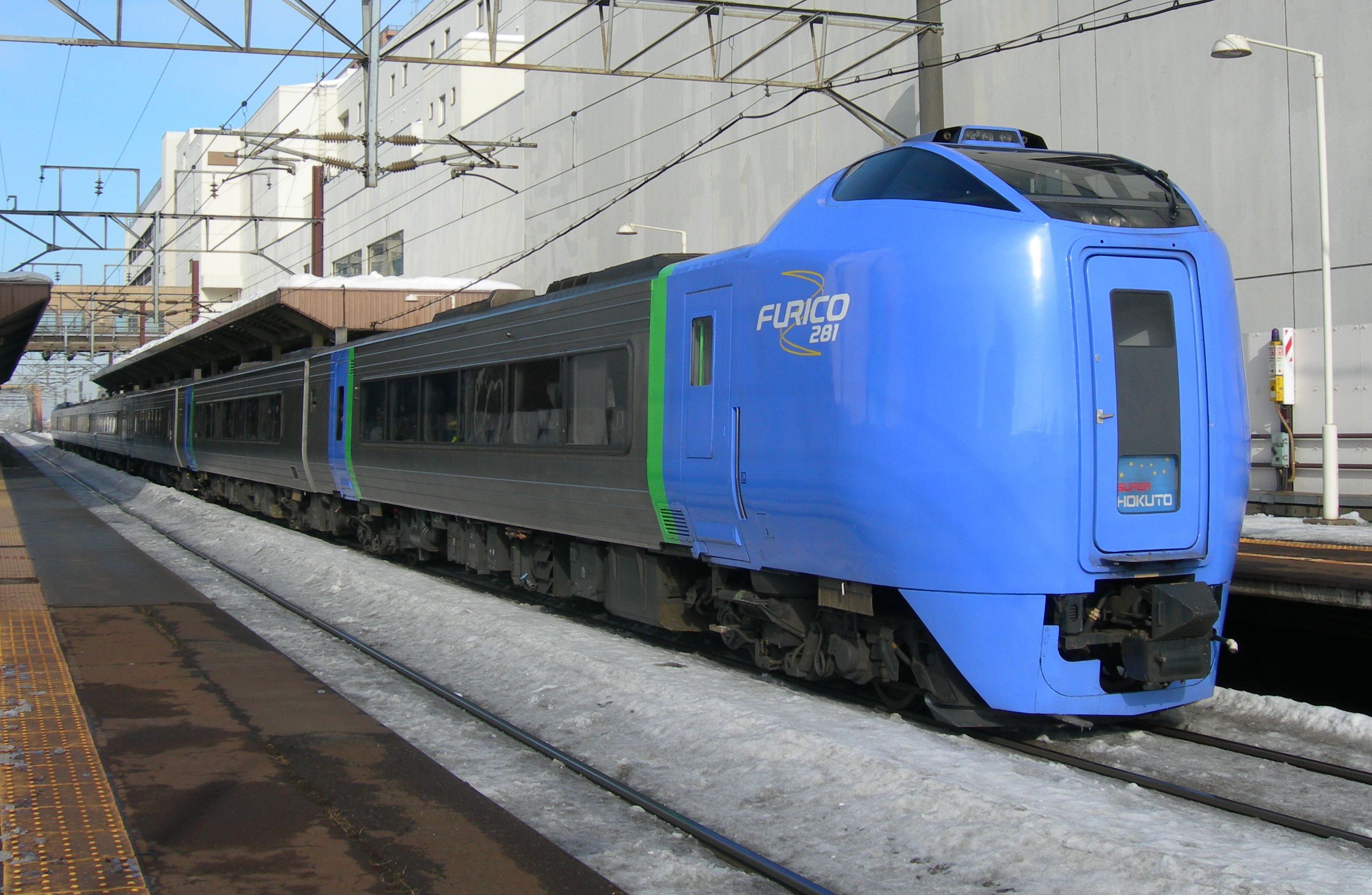
키하281계
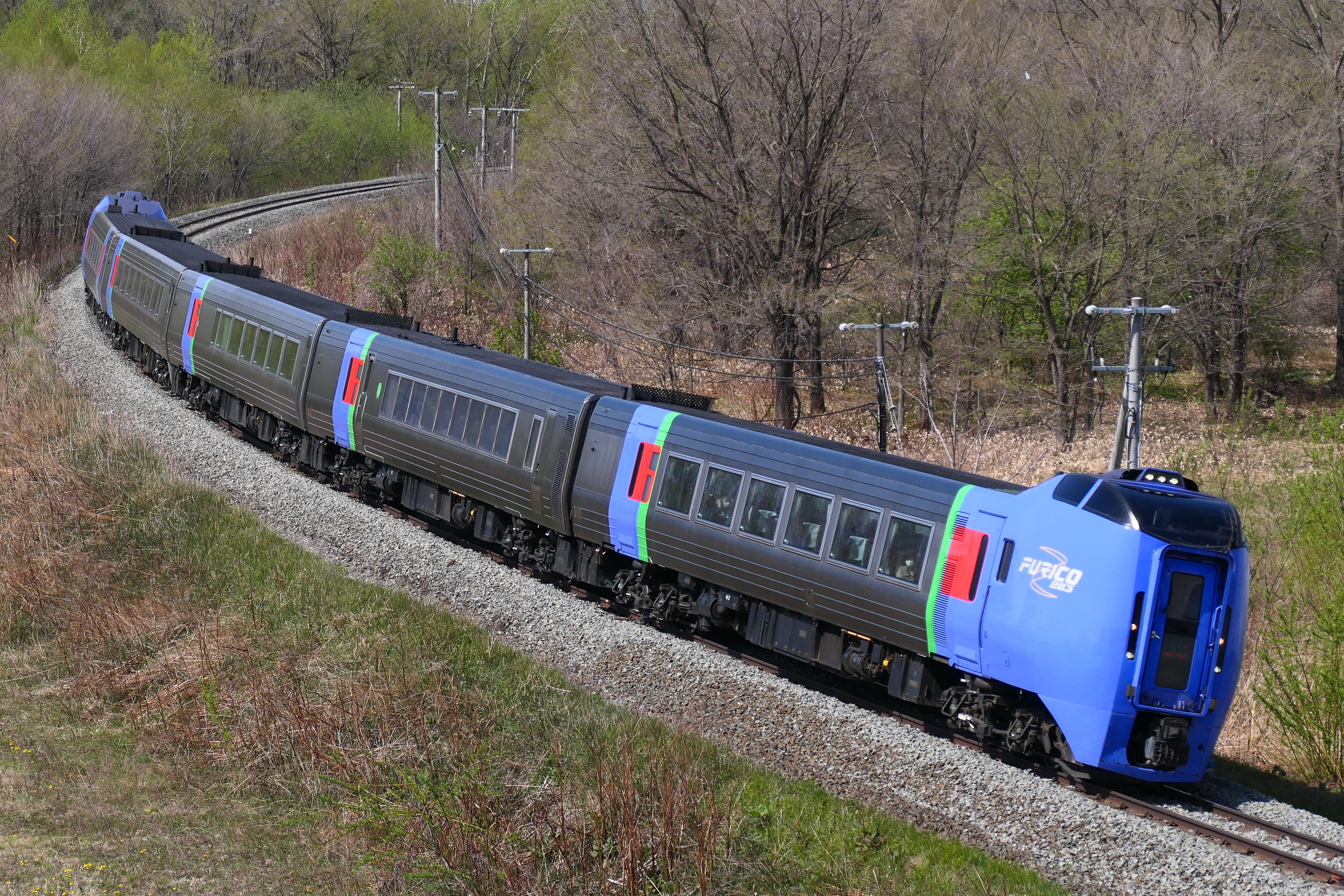
키하283계

- 키하40계
- 키하54계
- 키하141계
- 키하150계
- 키하160계
- 키하183계
- 키하201계
- 키하261계
- 키하281계
- 키하283계

### 전동차

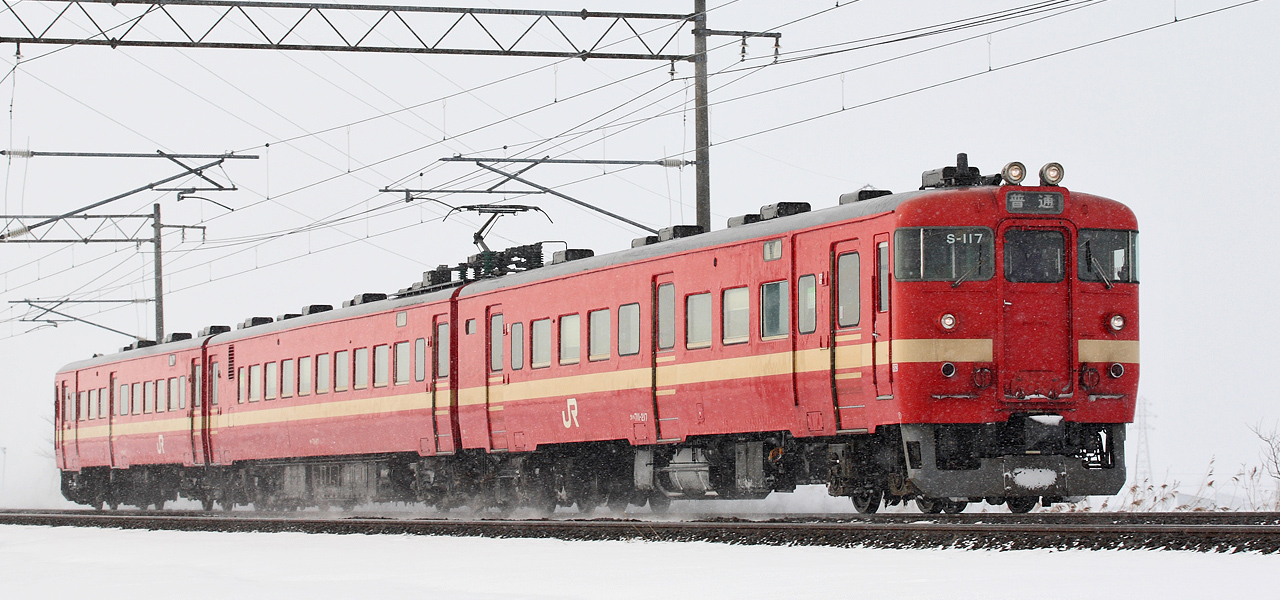
711계
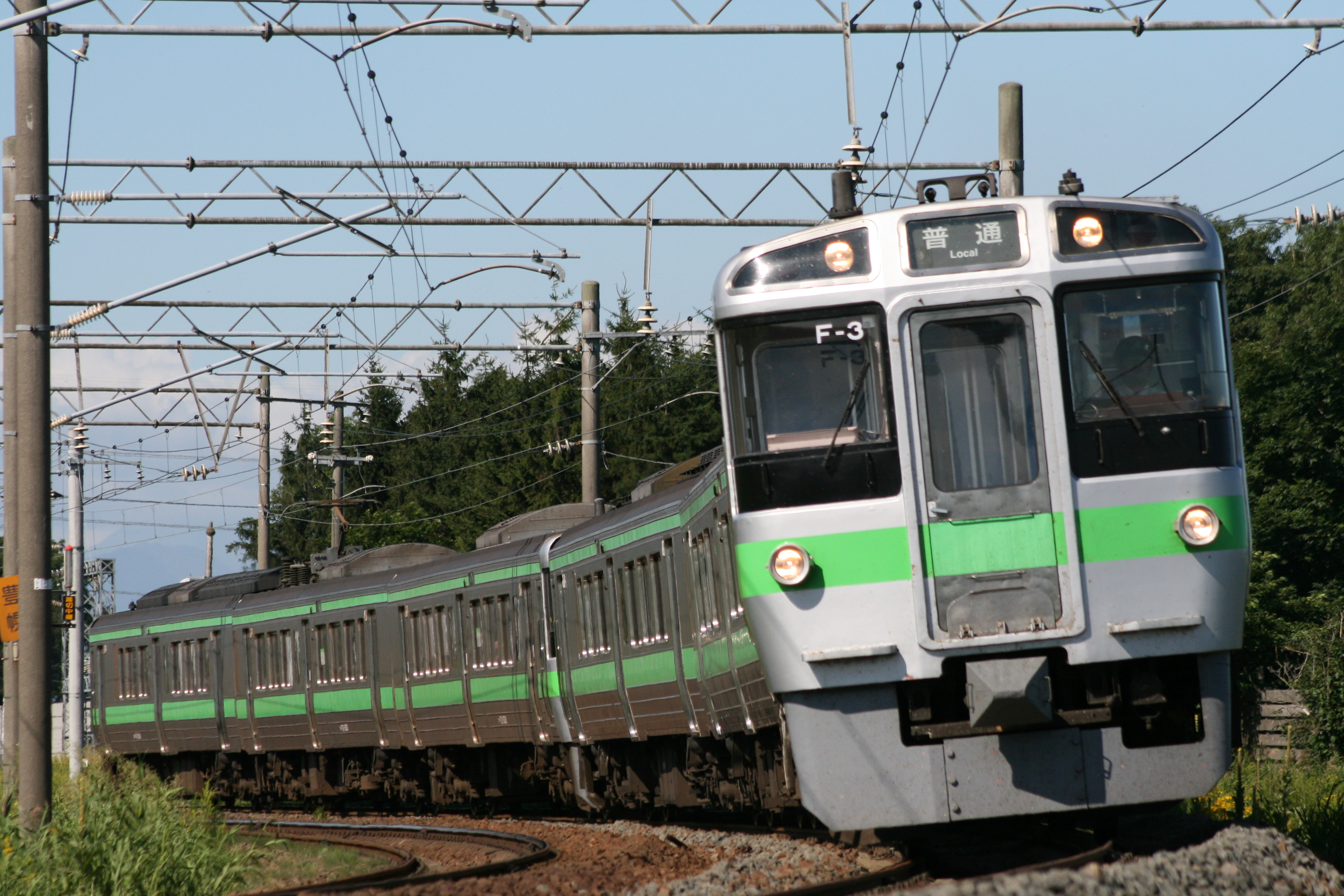
721계
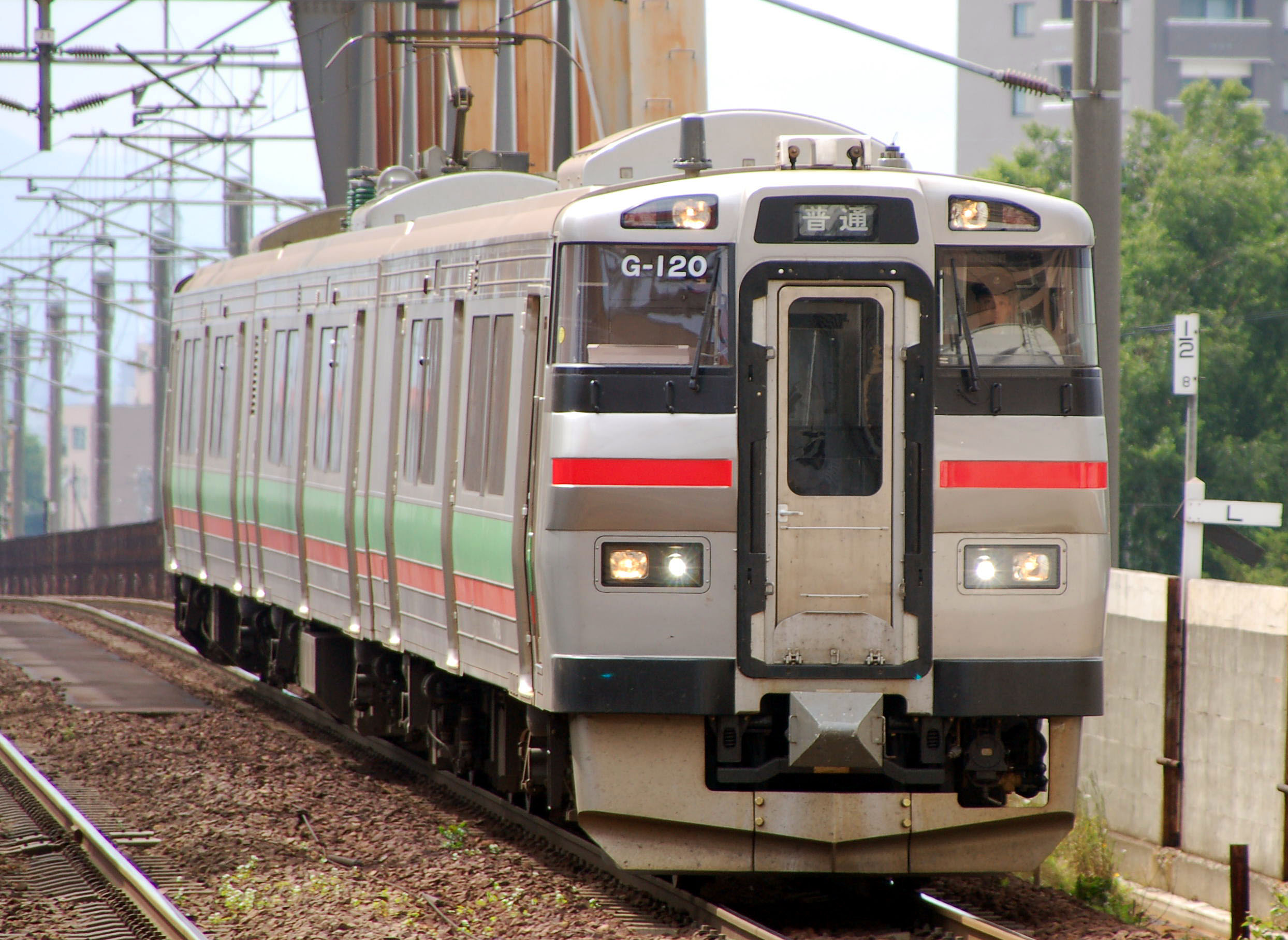
731계
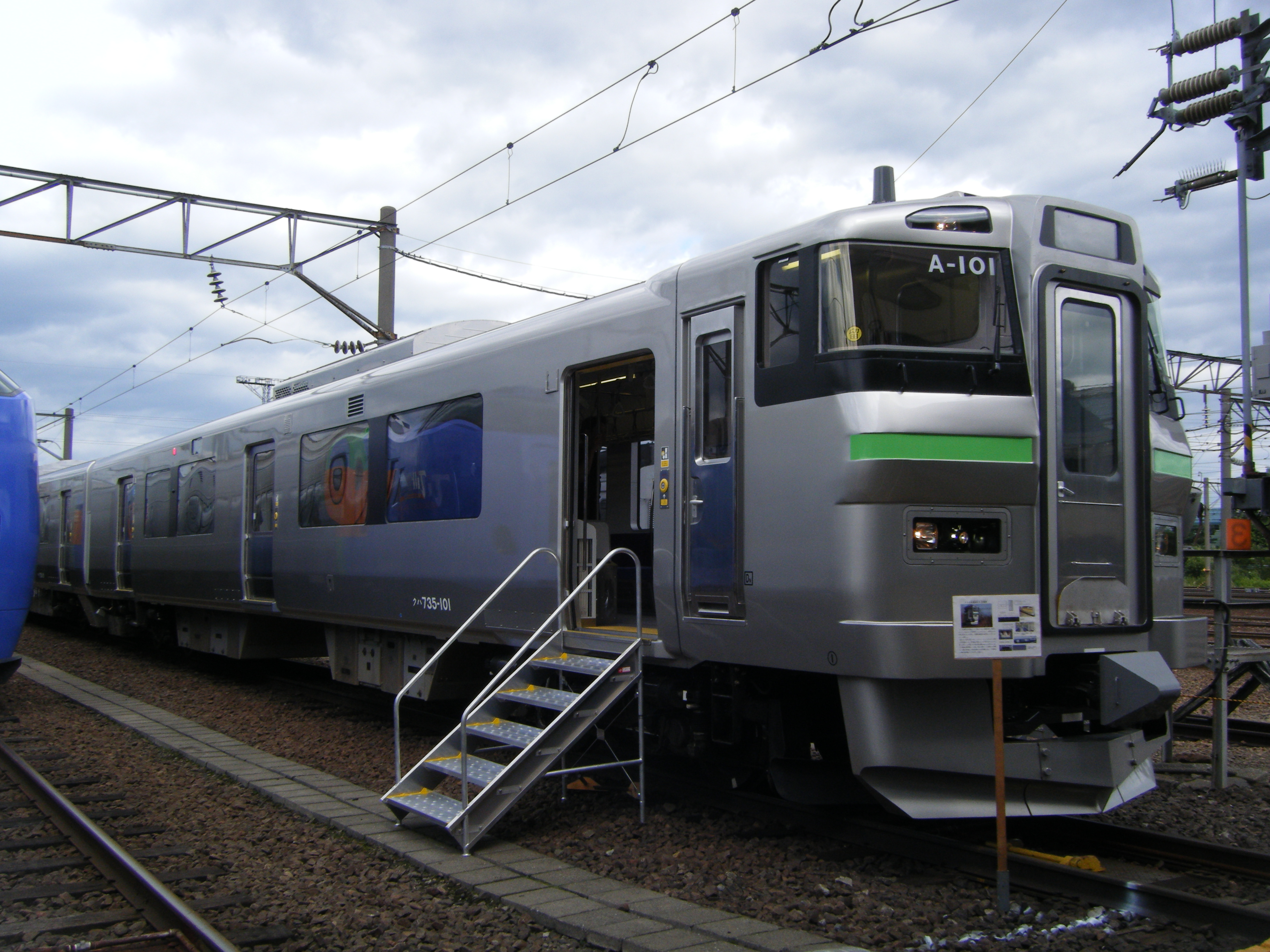
733계
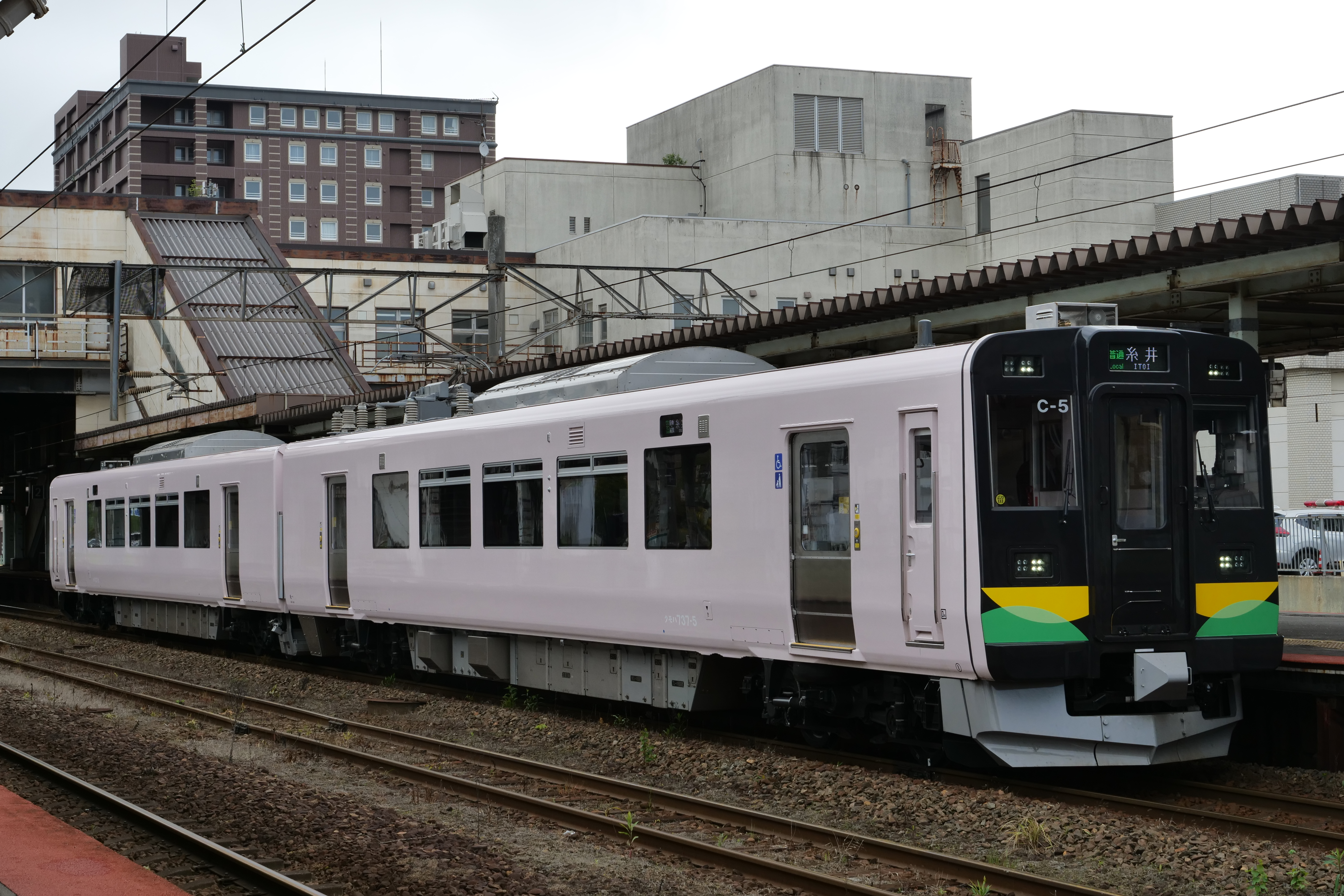
735계
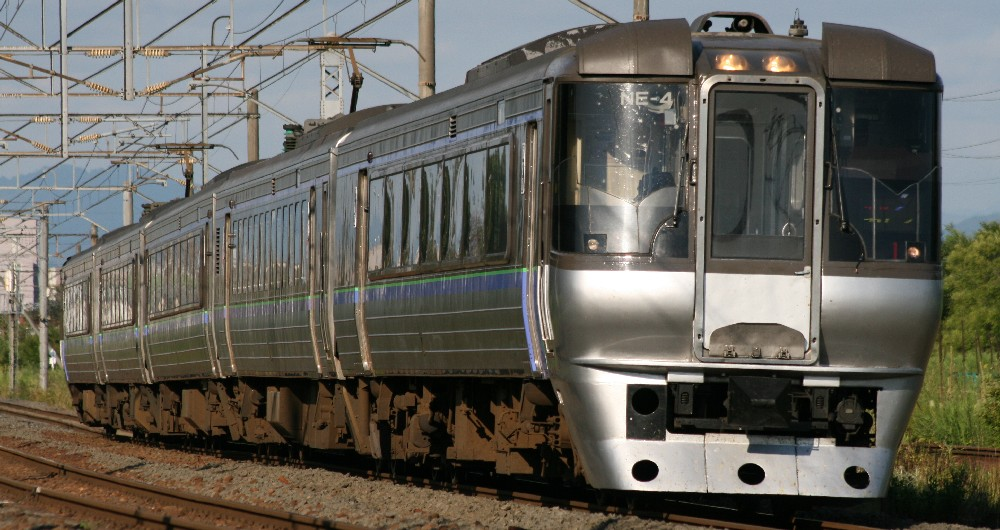
737계
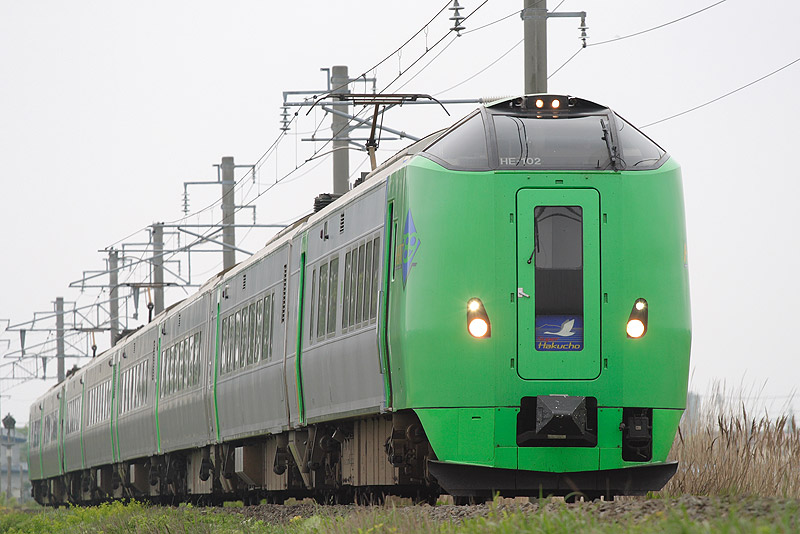
785계
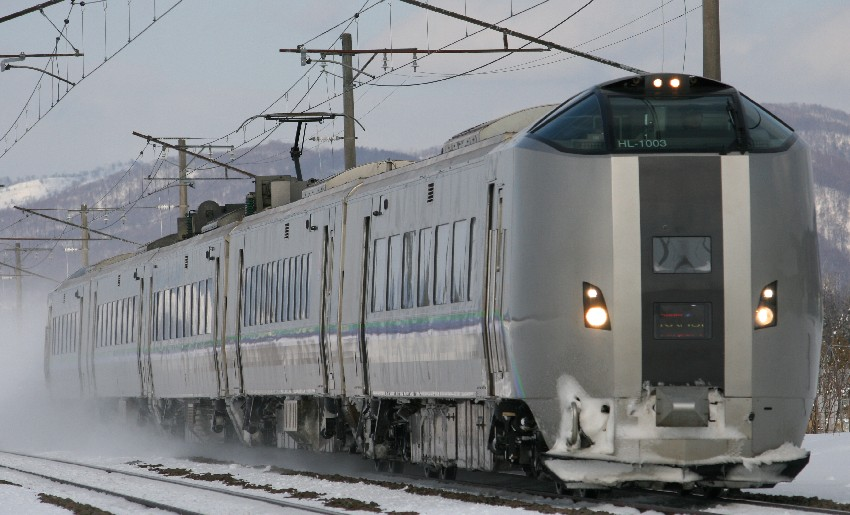
789계

- 711계
- 721계
- 731계
- 735계
- 737계
- 785계
- 789계
- 789계(1000번대)

### 기관차
- C11 171, C11 207
- DD51형 디젤 기관차
- DE10형 디젤 기관차
- DE15형 디젤 기관차
- ED79형 전기 기관차
- DBR600형 디젤 기관차

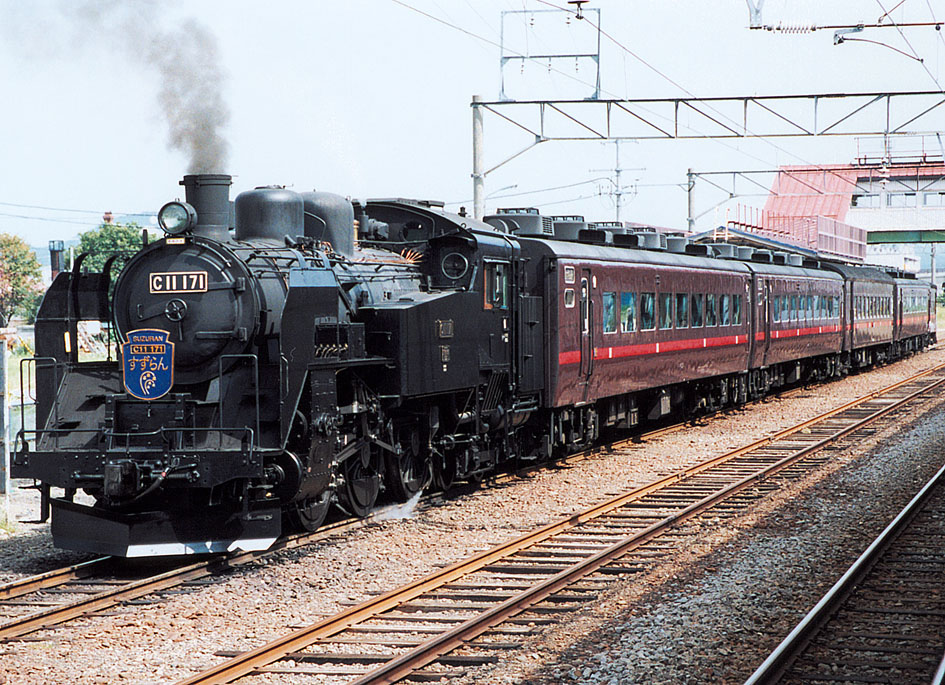
C11 171
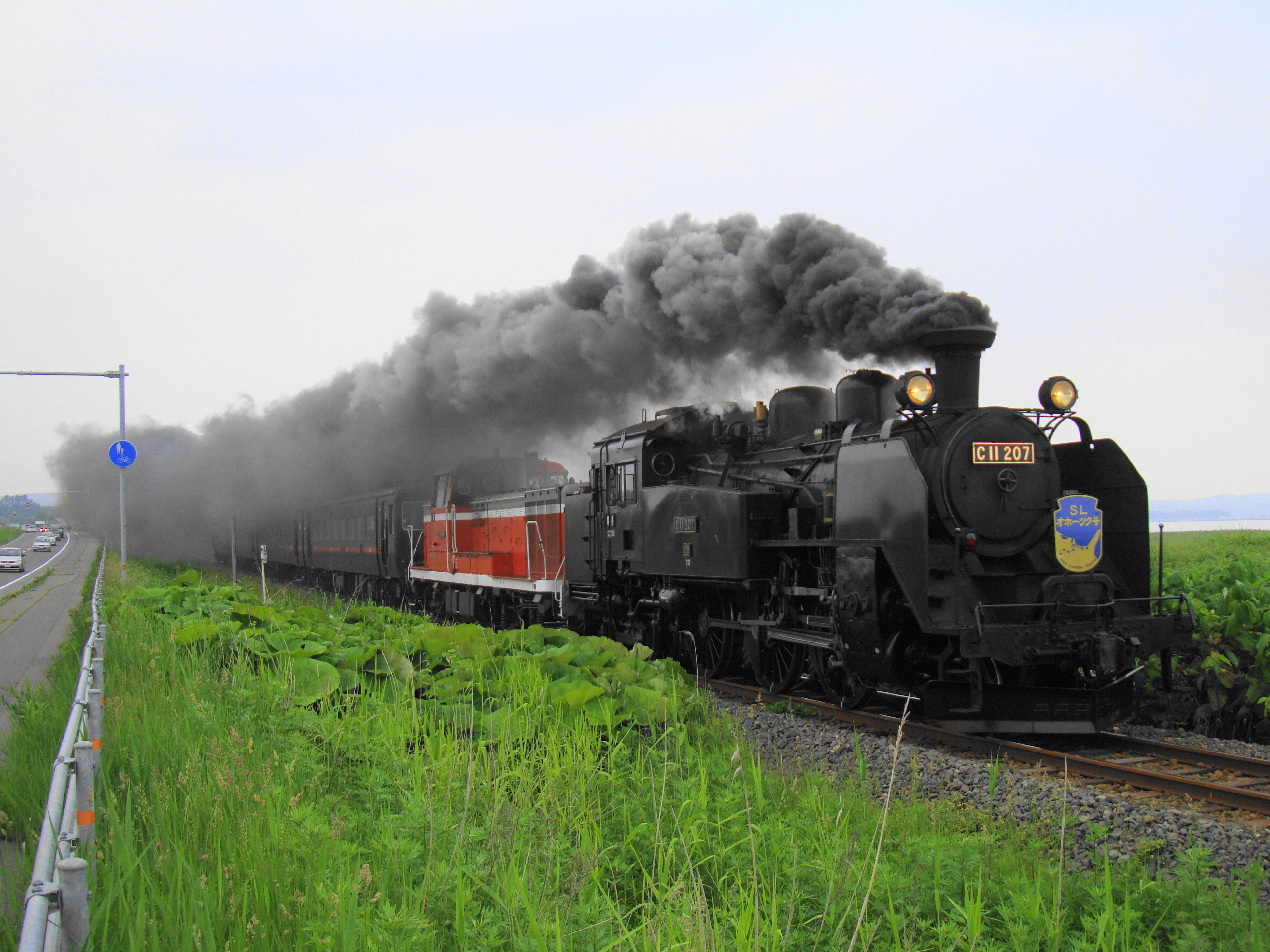
C11 207
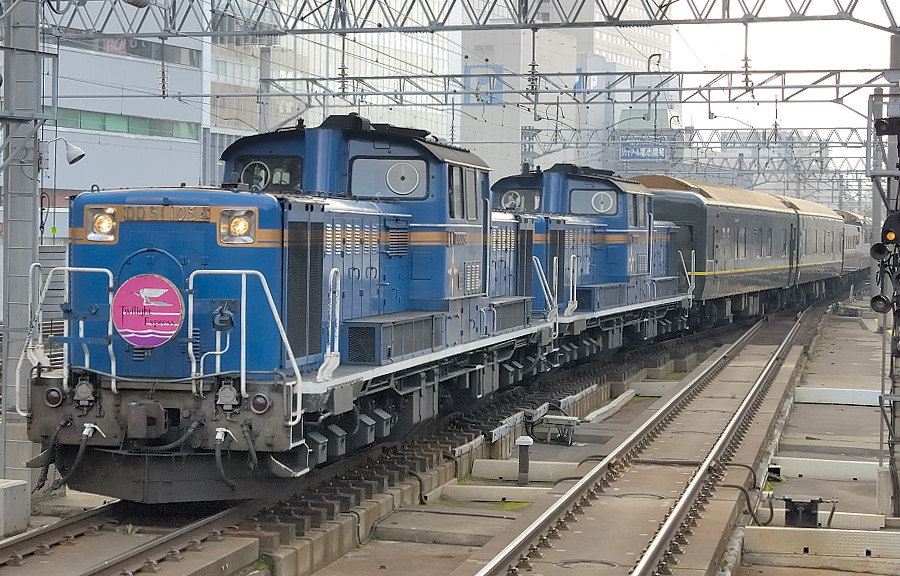
DD51형 디젤 기관차
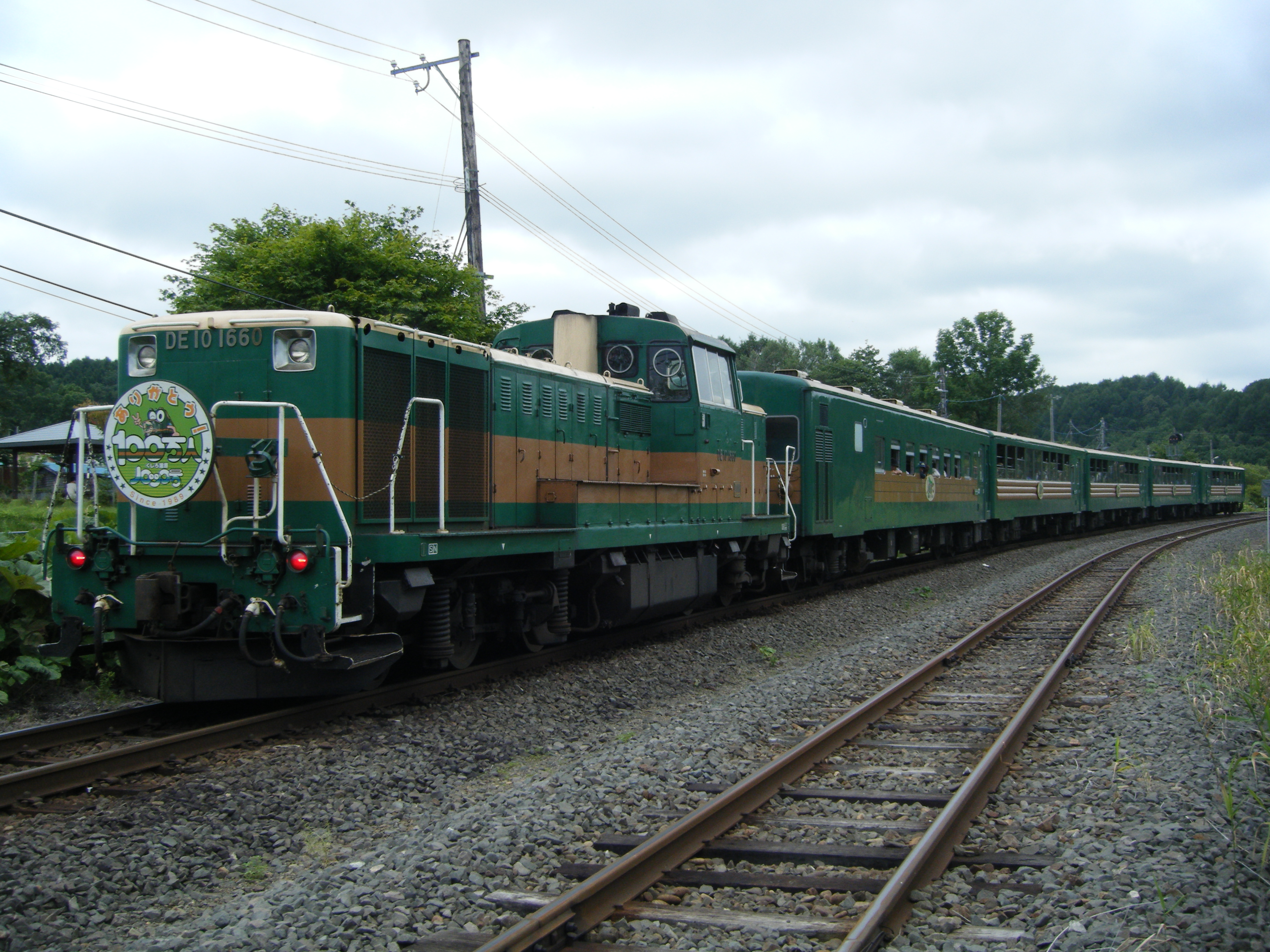
DE10형 디젤 기관차
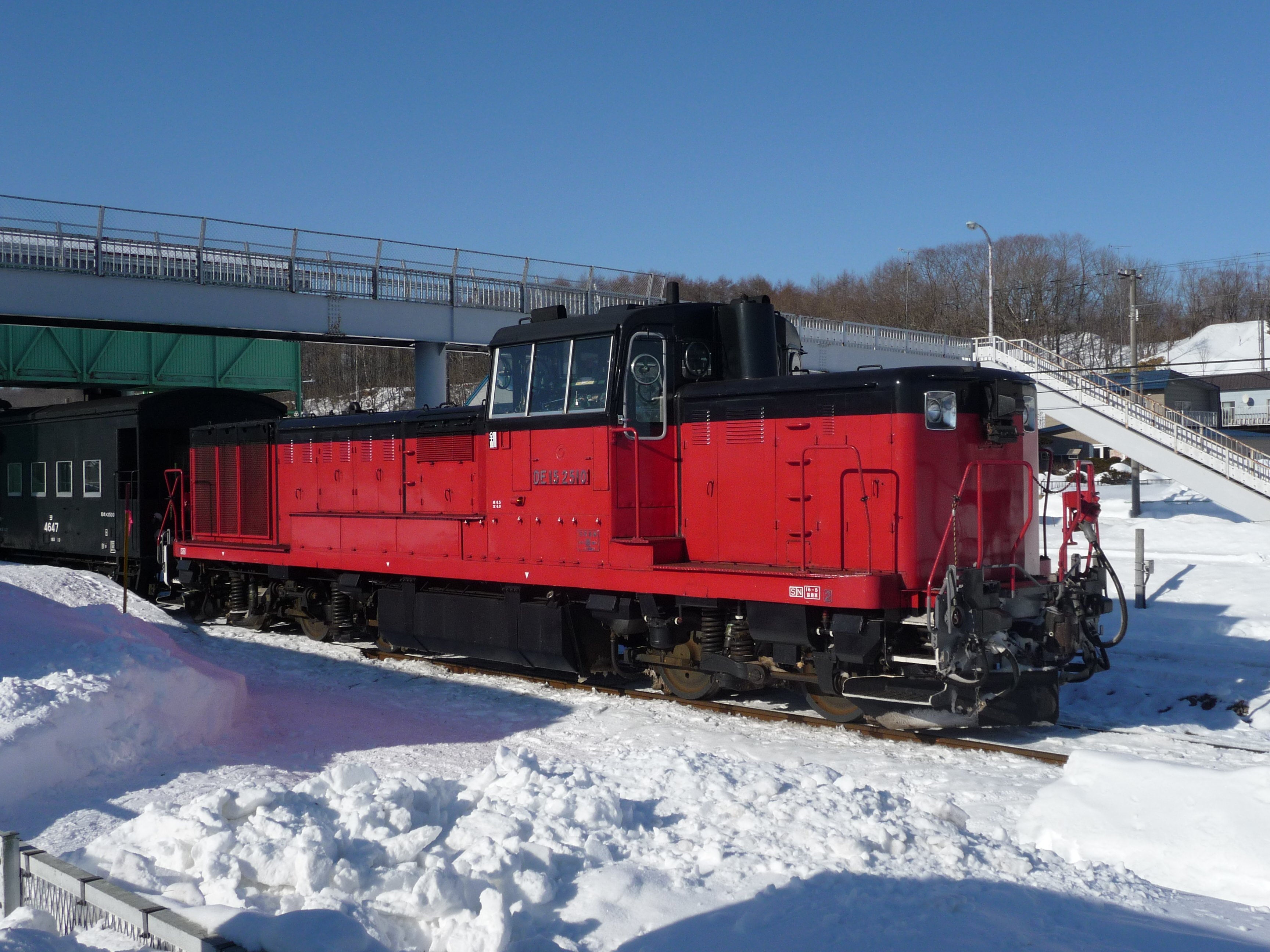
DE15형 디젤 기관차
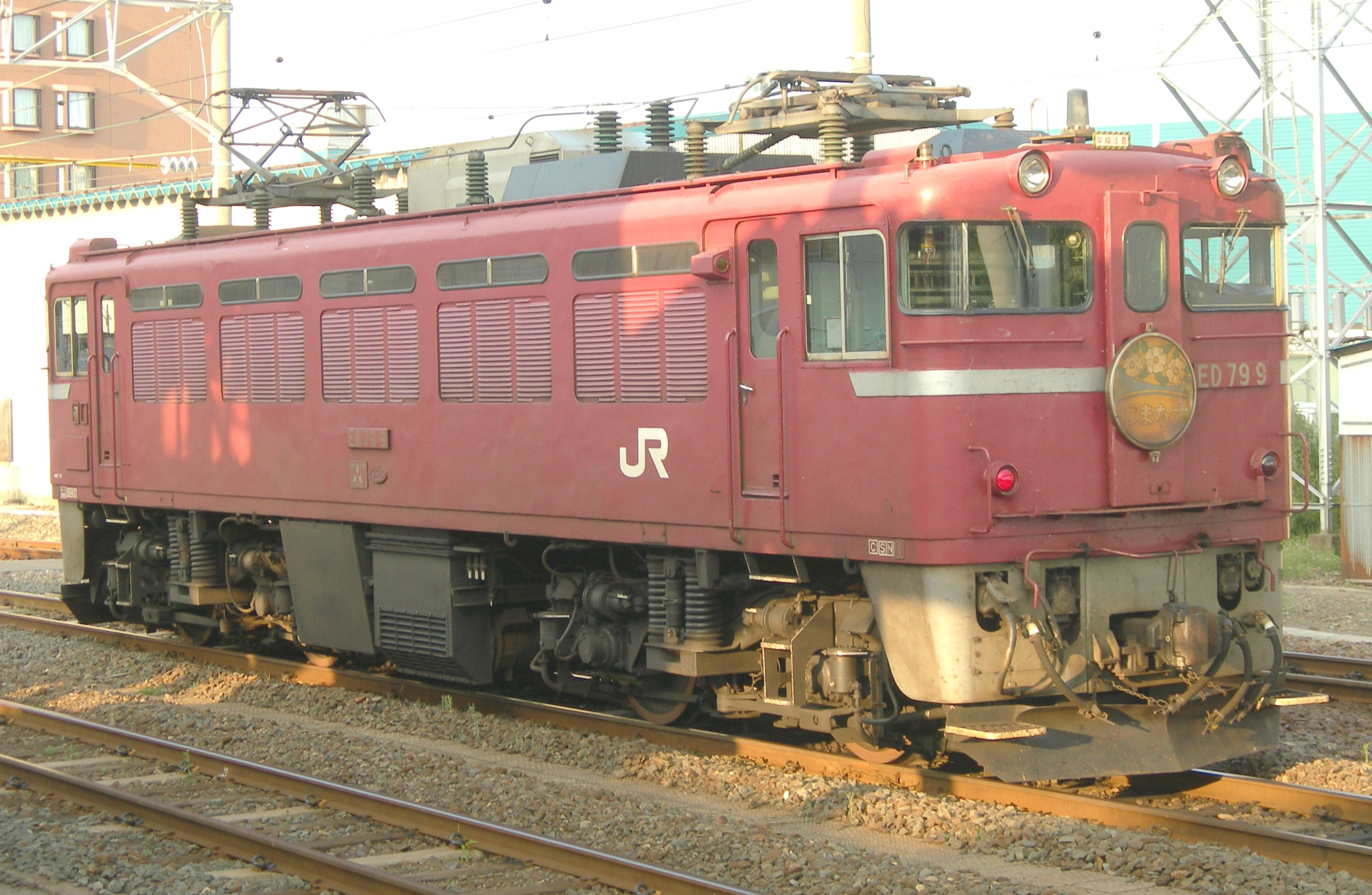
ED79형 전기 기관차
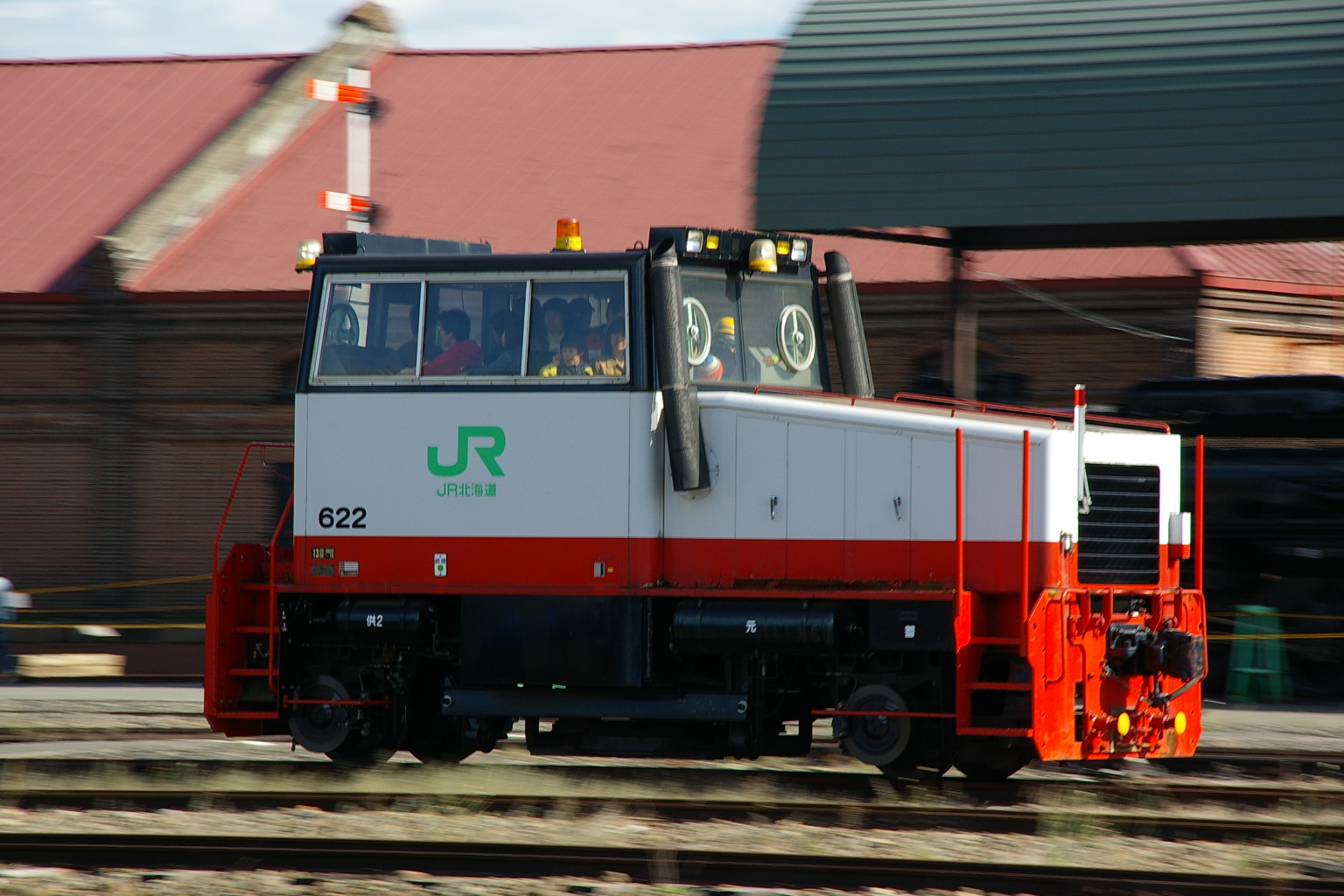
DBR600형 디젤 기관차

### 객차
- 14계
- 24계
- 50계, 51계, 510계
- 오하후33형
- 스하후42형, 스하시44형
- 오하시47형
- 나하29000형
- 하테8000형
- 오야31형(건축 한계 시험차)
- 마야34형(고속 궤도 시험차)
- 스유니50형

## 교통카드·전자화폐사업
- Kitaca : 이용 가능한 범위는 문서 참조.

## 버스
- JR 홋카이도 버스

## 참조 문헌
1. ↑  http://www.jrhokkaido.co.jp/pdf/161215-4.pdf